# Sinoctenus
Sinoctenus là một chi nhện trong họ Ctenidae.